# 王就學
王就學（1553年—？），字所敬，號翼菴，南京常州府武進縣（今江蘇省常州市）人，明朝政治人物。歷仕戶部、禮部、吏部，官至吏部驗封司主事。事迹具《明史》，側傳於盧洪春本傳。

## 生平
王就學於萬曆十三年（1585年）中式乙酉科應天鄉試舉人，十四年（1586年）聯舉丙戌科進士，得会试七十三名，第二甲六十七名，户部观政，十六年丁憂。十九年授戶部貴州司主事，啟教於王錫爵門下。二十二年改禮部儀制司主事，本年進禮部儀制司員外郎。二十三年尋調吏部驗封司員外郎，二十五年調考功司。二十六年（1598年），以甄別吏部諸郎不及格被斥為民。後尋卒於家，卒年不詳。

## 事迹

### 規勸座主
王就學登第二甲進士後，初授戶部貴州司主事，並師承於當時官拜禮部尚書兼文淵閣大學士的王錫爵。時年國本之爭未了，「三王並封」輿論大作，朝臣擁護朱常洛為太子之聲不絕於耳。正當王錫爵仍為事件躊躇之際，王就學與王錫爵同年學生錢允元一同前往王錫爵之府邸相規勸之，建議座主明哲保身，王就學更因而激動流涕，擔憂其人身安全。同年，庶吉士李騰芳亦曾致函予王錫爵，當中內容與王就學、錢允元之規勸同出一轍。王錫爵審顧各方意見後，終於封詔得寢。王就學後以改任禮部，先進儀制司員外郎，再調吏部驗封司主事。

### 冒死直諫
萬曆二十四年（1596年）七月，孝安陳太后崩，諡曰孝安貞懿恭純溫惠佐天弘聖皇后，祀奉先殿別室。時梓宮發引，將移祀奉先殿之時，明神宗理應於門外守候隨行侍禮，持正孝行。但明神宗卻以「有疾」為由拒絕送陳太后最後一程，更「遣官代行」。吏部侍郎孫繼皐見狀即上疏於明神宗，希望明神宗收回成命，隨行嫡母殯葬之禮。此舉卻令明神宗龍顏大怒，更把孫繼皐之奏疏怒擲於地。王就學聞訊，深感神宗於情於理不合，遂冒死抗疏直言，道：「人子於親惟送死為大事。今乃靳一攀送，致聖孝不終。豈獨有乖古禮，即聖心豈能自安。於此而不用其情，烏乎用其情？於此而可忍，烏乎不可忍？恐難以宣諸詔諭，書諸簡冊，傳示天下萬世也。」期動之以情，望神宗謹守孝行，傳示萬民。這份直言之疏終究上奏到神宗手中，神宗卻未有察看，並對王就學「心甚銜之」。二十六年（1598年），帝詔甄別吏部諸郎，當中王就學等就因為這事件而被斥為民。不久，王就學去世，卒年不詳。

## 家族
曾祖王沔。祖父王恩。父王道生。母杭氏。慈侍下。弟王就聘、王就问。

## 外部連結
- 中研院史語所：王就學 （页面存档备份，存于）